# Plantago subnuda
Plantago subnuda är en grobladsväxtart som beskrevs av Pilg.. Plantago subnuda ingår i släktet kämpar, och familjen grobladsväxter. Inga underarter finns listade i Catalogue of Life.